# Phlegmariurus watsonianus
Phlegmariurus watsonianus är en lummerväxtart som först beskrevs av William Ralph Maxon, och fick sitt nu gällande namn av B. Øllg. Phlegmariurus watsonianus ingår i släktet Phlegmariurus och familjen lummerväxter. Inga underarter finns listade i Catalogue of Life.